# کوتلک
کوتلک (به مجاری:  Kőtelek) یک منطقهٔ مسکونی در مجارستان است که در ناحیه سولنوک واقع شده‌است. کوتلک ۴۵٫۱۳ کیلومتر مربع مساحت و ۱٬۶۰۹ نفر جمعیت دارد.